# Quintus Fabius Maximus Rullianus
Quintus Fabius Maximus Rullianus (oder Rullus; † nach 295 v. Chr.) war ein aus der römischen Patrizierfamilie der Fabier stammender römischer Staatsmann und Feldherr. Er war im Zeitraum von 322 bis 295 v. Chr. insgesamt fünfmal Konsul und gelangte zu großem Ruhm durch seine Erfolge im Zweiten und Dritten Samnitenkrieg, vor allem durch seinen 295 v. Chr. errungenen entscheidenden Sieg in der Schlacht von Sentinum. Als Censor 304 v. Chr. machte er Teile des Reformwerks des früheren Censors Appius Claudius Caecus rückgängig. Nach der Meinung des Althistorikers Karl-Ludwig Elvers war er der bedeutendste Angehörige der Fabier im 4. Jahrhundert v. Chr. Seine Rolle in den Samnitenkriegen wurde aber von spätrepublikanischen römischen Annalisten, teilweise unter Rückprojektion der Laufbahn seines Urenkels Quintus Fabius Maximus Verrucosus, stark ausgeschmückt, sodass viele von Titus Livius überlieferte Details seines Lebens unhistorisch sind.

## Leben

### Abstammung; frühes Leben
Quintus Fabius Maximus Rullianus war ein Sohn des dreimaligen Konsuls Marcus Fabius Ambustus. Die beiden Cognomina werden ihm in den Fasti Capitolini und anderen Quellen regelmäßig beigelegt. Die Bedeutung des Beinamens Rullianus ist unbekannt.
Das erste in den Quellen belegte Amt von Fabius’ Cursus honorum ist die kurulische Ädilität, die er 331 v. Chr. bekleidete. In dieser Eigenschaft soll er von einer Sklavin informiert worden sein, dass die gehäuft auftretenden Todesfälle in vornehmen Familien durch von Frauen an ihren Ehemännern verübte Giftattentate verursacht worden seien.
Als Nächstes erwähnt der römische Geschichtsschreiber Titus Livius, der neben dem griechisch-sizilischen Geschichtsschreiber Diodor die maßgebliche Quelle für Fabius’ Leben darstellt, dass Letzterer 325 v. Chr. der Magister equitum des römischen Diktators Lucius Papirius Cursor war. Laut der Darstellung des Livius begab sich der Diktator, als er sich mit Fabius schon in Samnium befand, zur Einholung neuer Auspizien wieder nach Rom zurück. Inzwischen missachtete Fabius den Befehl des Diktators, nicht allein den Kampf gegen die Samniten zu führen, und erkämpfte gegen diese bei Imbrinium einen großen Sieg. Papirius war dennoch über dieses Verhalten seines Untergebenen verärgert und wollte ihn nach dem strengen Kriegsrecht hinrichten lassen. Da er durch seine harte Vorgangsweise die Soldaten empörte, musste er die Exekution des Magisters equitum um einen Tag verschieben. Fabius nutzte diese Gelegenheit zur Flucht nach Rom, wo er sich beim Senat über den Diktator beklagte. Doch als dieser ebenfalls in der Hauptstadt eintraf, ordnete er die erneute Verhaftung des Fabius an. Dessen alter Vater rief die Comitien und Volkstribunen vergeblich um Hilfe für seinen Sohn an. Der Diktator beharrte auf seinem Recht; und erst als das Volk dies anerkannte, ließ er sich durch dessen flehentliches Eintreten für Fabius dazu bewegen, nicht länger auf seinem Exekutionsbefehl zu bestehen.
Dieser von Livius geschilderte Konflikt zwischen Fabius und Papirius ist laut der Meinung des Althistorikers Friedrich Münzer unhistorisch; er sei vielmehr dem erst 100 Jahre später tatsächlich aufgetretenen Streit zwischen dem Diktator Quintus Fabius Maximus Verrucosus und seinem Magister equitum  Marcus Minucius Rufus im Zweiten Punischen Krieg frei nachgebildet. Laut Livius erwähnte bereits der älteste römische Geschichtsschreiber Quintus Fabius Pictor das feindliche Verhältnis von Papirius zu Fabius Rullianus und den Sieg des Letzteren über die Samniten. Münzer hält diese Angaben für glaubwürdig und nimmt an, dass Fabius Pictor sie der Familienüberlieferung der Fabier entlehnt habe. Aus diesen beiden Fakten und dem bekannten Konflikt zwischen Fabius Verrucosus und seinem Magister equitum sei dann von spätrepublikanischen römischen Annalisten die Kontroverse zwischen Papirius und Fabius Rullianus erfunden und ausgestaltet worden.
Fabius wurde 322 v. Chr. erstmals Konsul, wobei er Lucius Fulvius Curvus zum Amtskollegen hatte. Livius berichtet für dieses Jahr im Anschluss an seinen Hauptgewährsmann, dass der Diktator Aulus Cornelius Cossus Arvina einen großen Sieg über die Samniten errungen habe. In einer kritischen Anmerkung konstatiert der römische Historiker aber, dass nach anderen Quellen vielmehr die beiden Konsuln erfolgreich gegen die Samniten gekämpft hatten und daher einen Triumph über dieses Volk feiern durften. Auch habe Fabius aus Apulien reiche Beute heimgebracht. Die römischen Triumphalfasten verzeichnen ebenfalls den Triumph des Fabius über die Samniten. Nach der Meinung von Friedrich Münzer ist der Bericht über den Sieg der Konsuln glaubwürdiger als jener, der den Triumph dem Diktator zuschreibt. Im folgenden Jahr 321 v. Chr. war Fabius der erste Interrex nach dem Frieden, welcher der für die Römer mit einer schweren Niederlage endenden Schlacht an den Kaudinischen Pässen folgte.

### Weitere Rolle im Zweiten Samnitenkrieg
315 v. Chr. amtierte Fabius Rullianus erstmals als Diktator, wobei Quintus Aulius Cerretanus als sein Reiteroberst fungierte. Für die Geschichte dieses Jahres liegt der verhältnismäßig knappe Bericht des antiken Geschichtsschreibers Diodor vor, der nach Einschätzung der modernen Altertumswissenschaft einen glaubwürdigen älteren römischen Annalisten, vielleicht Fabius Pictor, als Gewährsmann heranzog. Seine Darstellung ist daher – hier wie auch im Folgenden – dem ausführlichen Bericht des Livius vorzuziehen, da dieser sich auf die unzuverlässige jüngere Annalistik stützte, welche die überlieferten älteren Schlachtberichte zugunsten des Rullianus fälschte und mit unhistorischen Details ausschmückte.
Laut Diodor zogen im Jahr 315 v. Chr. die beiden Konsuln mit der römischen Hauptmacht nach Apulien. Unterdessen zog ein samnitisches Heer gegen Latium. Nach neuen Rekrutierungen marschierten Rullianus und Aulius mit ihren Truppen den Samniten entgegen und stießen mit diesen an der Grenze des römischen Machtbereichs zusammen. Nahe Tarracina beim Pass von Lautulae kam es zur Schlacht. Die Römer erlitten erneut eine schwere Niederlage; viele ihrer Soldaten fielen, während die übrigen flohen. Der Reiterführer Aulius kämpfte aber weiter, bis er getötet wurde. Der unglaubwürdige Bericht des Livius versucht hingegen die Schlappe der Römer zu verschleiern. Nach ihm sei Aulius bereits in einem ersten Reitergefecht gefallen; dann habe der Diktator von Rom Verstärkungen erhalten, die ihm sein Verwandter, der neu ernannte Magister equitum Gaius Fabius Ambustus, zugeführt habe. In einer zweiten Schlacht gegen die Samniten habe Rullianus nun einen Sieg erringen können.
313 v. Chr. soll Fabius Rullianus laut der Darstellung Diodors zum zweiten Mal das Amt des Diktators ausgeübt haben. In dieser Eigenschaft sei es ihm gelungen, Fregellae zurückzuerobern. 200 vornehme, romfeindliche Bürger dieser Stadt habe er nach Rom verbracht und dort auf dem Forum enthaupten lassen. Anschließend habe er einen Vorstoß nach Kampanien unternommen, hier Calatia und die Burg von Nola eingenommen, reiche Beute gemacht und seinen Soldaten erobertes Land als Neubesitz übereignet. Alle anderen erhaltenen Quellen kennen diese Diktatur des Fabius nicht; nach ihnen war 313 v. Chr. vielmehr Gaius Poetelius Diktator. Deswegen könnte bei Diodor ein Fehler oder eine Geschichtsfälschung im Sinne des Geschlechts der Fabier vorliegen.
Zum zweiten Mal zum Konsulat gelangte Fabius 310 v. Chr. zusammen mit Gaius Marcius Rutilus Censorinus. Damals hatten sich die Samniten mit den Etruskern gegen Rom verbündet; und gemeinsam belagerten ihre Truppen die römische Festung Sutrium. Diodor berichtet, dass beide Konsuln mit ihrem Heer zum Entsatz von Sutrium nach Etrurien zogen und einen Sieg errangen. Da aber die Samniten in das mit Rom verbündete Apulien einfielen, musste sich Marcius von Fabius trennen und mit seinen Streitkräften dem neuen Kriegsschauplatz zuwenden. Fabius vermochte mit den ihm verbliebenen Truppen nicht mehr der feindlichen Übermacht vor Sutrium standzuhalten und beschloss, ihr in den Rücken zu fallen. Er zog unbemerkt vom Feind durch das Territorium der Umbrer nach Mitteletrurien, wo schon relativ lang kein Krieg stattgefunden hatte, verwüstete das Land, schlug eine eilig zusammengezogene gegnerische Armee und bei Perusia auch ein zweites, stärkeres Truppenkontingent.  Daraufhin schlossen Arretium, Cortona und Perusia mit ihm einen Waffenstillstand. Als Fabius noch eine weitere feindliche Stadt einschloss, zogen die Etrusker schließlich von Sutrium ab.
Der wesentlich umfangreichere, aber unzuverlässige und verwirrte Kriegsbericht des Livius differiert stark von Diodors Darstellung. Obwohl auch in ihm die von Diodor überlieferten Fakten nicht fehlen, werden diese teils nur als Variante, teils ungenau und übertrieben angegeben. Bei Livius finden sich gegenüber Diodor auch mehrere ausführlich geschilderte unglaubwürdige Erweiterungen sowie Fälschungen. So soll etwa bereits im Vorjahr 311 v. Chr. der Konsul Quintus Aemilius Barbula den Etruskern bei Sutrium erfolgreiche Gefechte geliefert und Fabius 310 v. Chr. gleich von Beginn an ohne seinen Mitkonsul mit ihnen Krieg geführt haben. Immerhin könnte der von Livius und den Triumphalakten erwähnte Triumphzug, den Fabius wegen seiner siegreichen Kämpfe gegen die Etrusker abhalten durfte, historisch sein. Dagegen ist der Bericht des Livius, dass der zweite Konsul in Samnium verletzt worden sei und Fabius daraufhin gemäß dem Wunsch des Senats Lucius Papirius Cursor – trotz seiner persönlichen Feindschaft zu ihm – zum Diktator ernannt habe, wohl als annalistische Erfindung zu werten.
Das dritte Konsulat bekleidete Fabius 308 v. Chr., wobei er Publius Decius Mus zum Amtskollegen hatte. In diesem Kriegsjahr zogen beide Konsuln gemäß der Darstellung Diodors den Marsern zu Hilfe, die von den Samniten angegriffen worden waren. Die vereinigten Heere der Römer und Marser schlugen die Samniten in einer Schlacht. Dann marschierten die Konsuln wiederum durch Umbrien und fielen in Etrurien ein, wo sie eine Festung Caprion unbekannter Lage erstürmten. In der Folge gewährten sie einen Waffenstillstand, den sie mit Tarquinii auf 40 Jahre und mit den übrigen Etruskern auf ein Jahr abschlossen. Laut Livius habe Fabius allein gegen die Samniten gekämpft, während Decius gegen die Etrusker gesandt worden sei. Im Gegensatz zum Bericht Diodors sollen die Marser nach Livius auf Seite der Samniten gegen Fabius gefochten haben. Ferner berichtet Livius, dass Fabius auch kriegerisch erfolgreich gegen die Umbrer vorgegangen sei, weil diese angeblich von Rom abgefallen waren.
307 v. Chr. soll Fabius trotz der Opposition des Konsuls Appius Claudius Caecus das prokonsularische Imperium verlängert worden sein. Er habe die Samniten und ihre Bundesgenossen bei Allifae geschlagen, so dass sie sich ergeben mussten. Die Samniten habe er unter dem Joch abziehen und 7000 zu ihren Alliierten gehörige Personen in die Sklaverei verkaufen lassen. Friedrich Münzer spricht dieser Schilderung des Livius die Historizität ab. 306 v. Chr. fiel die latinische Kolonie Sora von Rom ab, und möglicherweise bezieht sich hierauf eine von Valerius Maximus berichtete Anekdote. Dieser zufolge sei Aulus Atilius Calatinus nicht wegen Verrats von Sora verurteilt worden, weil sein Schwiegervater Quintus Maximus – der mit Fabius Rullianus zu identifizieren sein dürfte – öffentlich erklärte, dass er seine Tochter von Atilius hätte scheiden lassen, wenn er von dessen Schuld überzeugt gewesen wäre.

### Zensur; Schlacht von Sentinum; Tod
Zum Censor wurde Fabius 304 v. Chr. gemeinsam mit Publius Decius Mus gewählt. Das vorherige Lustrum war um ein Jahr verkürzt worden, um Fabius einen schnelleren Antritt seines Amtes zu ermöglichen; denn er sollte die demokratischen Reformen. die Appius Claudius Caecus in seiner Censur durchgeführt hatte, wieder außer Kraft setzen. Caecus hatte die zahlreichen grundbesitzlosen Bürger in alle Tribus aufnehmen lassen; Fabius beschränkte aber diese Bürger auf die vier städtischen Tribus und entzog ihnen damit politisches Gewicht. Aufgrund dieser in seiner Censur getroffenen Maßnahme soll er den Ehrenbeinamen Maximus erhalten haben, den er auch als Erster seines Geschlechts geführt habe. Eine weitere von ihm als Censor getroffene Bestimmung sah vor, dass die Ritterschaft alljährlich am 15. Juli in feierlicher Parade aufzog. Wahrscheinlich gab er damit einem schon länger existierenden sakralen Akt eine stärkere militärische Note.
299 v. Chr. soll Fabius laut den römischen Annalisten Gaius Licinius Macer und Quintus Aelius Tubero einstimmig zum Konsul gewählt worden sein. Er habe aber geäußert, dass die Ausübung dieses Amtes durch ihn in Kriegszeiten mehr Sinn mache, und daher seine Wahl zurückgewiesen. Daraufhin sei die Ernennung von ihm und Lucius Papirius Cursor zu Ädilen erfolgt, und dieser habe eine Hungersnot erfolgreich bekämpft. Livius überliefert diese Darstellung der beiden genannten Annalisten, hält sie aber für falsch. Dafür zitiert er die abweichende Angabe des älteren Annalisten Lucius Calpurnius Piso Frugi, dass 299 v. Chr. Gnaeus Domitius Calvinus Maximus und Spurius Carvilius Maximus die kurulische Ädilität innegehabt hätten. Die Nachricht Pisos ist unrichtig, da in diesem Jahr nach der varronischen Zählung nur Patrizier zu Ädilen gewählt werden durften. Falls die von den jüngeren Annalisten angeführten Namen der Ädilen stimmen, dürfte nicht Fabius Rullianus, sondern ein jüngerer Fabier dieses Amt versehen haben.
297 v. Chr. wurde Fabius zum vierten Mal zum Konsul gewählt und übte dieses Amt gemeinsam mit Publius Decius Mus aus, der bereits sein Amtskollege während seines dritten Konsulats und während seiner Censur gewesen war. Über seine Wahl berichtet Livius, dass Fabius zunächst wiederum ohne vorherige Bewerbung wegen der Gefahr des im Vorjahr ausgebrochenen Dritten Samnitenkriegs als geeignetster Kandidat betrachtet worden sei, er aber die Übernahme des Konsulats u. a. mit dem Hinweis auf sein Alter ausgeschlagen habe. Trotzdem sei er einstimmig in das höchste Staatsamt gewählt worden und habe nun die Wahl des Decius wegen seiner früheren harmonischen Zusammenarbeit mit ihm durchgesetzt. Diese Erzählung wird mit Varianten bei mehreren weiteren Anlässen wiederholt, so bei Fabius’ Wahl zum Konsul von 295 v. Chr., und ist laut der Ansicht von Friedrich Münzer eine von späten Annalisten erfundene Anekdote. Nach ihrem Amtsantritt zogen die Konsuln 297 v. Chr. verheerend durch Samnium und Apulien, wobei Fabius einen ansonsten unbekannten Ort namens Cimetra eroberte. Dagegen dürfte die von Livius ausführlich berichtete Schlacht, in der Fabius die Samniten bei Tifernum geschlagen haben soll, unhistorisch sein. Laut Livius’ Schilderung hätten sich die Römer zunächst schwer getan, doch habe Fabius letztlich den Sieg errungen, indem er einen Teil seiner Streitkräfte um einen Hügel herum in den Rücken des Feindes schickte.
Im Folgejahr 296 v. Chr., als Lucius Volumnius Flamma Violens und Appius Claudius Caecus das Konsulat innehatten, erhielten Fabius und Decius ihr Imperium in der Stellung als Prokonsuln um sechs Monate verlängert. Welche militärischen Operationen die vier Feldherren im Einzelnen durchführten, war in den älteren römischen Geschichtswerken nicht verzeichnet; und die von Livius eingesehenen jüngeren Annalisten gaben hierüber vier verschiedene, einander widersprechende Berichte.
Sein fünftes Konsulat bekleidete Fabius im Jahr 295 v. Chr. und hatte dabei erneut Publius Decimus Mus zum Amtskollegen. Er soll selbst Decius zum Mitkonsul erbeten haben, aber dennoch gleich nach Amtsantritt mit ihm in Streit geraten sein, weil Decius sich der Entscheidung des Senats widersetzt habe, dass Fabius ohne die übliche Entscheidung durch das Los Etrurien als Provinz erhielt. Diese von der jüngeren Annalistik in teils abweichenden Versionen berichtete Kontroverse zwischen den Konsuln ist unglaubwürdig. Sie wurde von älteren Annalisten nicht erwähnt, die vielmehr berichteten, dass Fabius und Decius sofort nach Amtsantritt gemeinsam nach Etrurien aufbrachen.
Vor dem Eintreffen der Konsuln in Etrurien hatten die römischen Streitkräfte eine schwere Niederlage bei Clusium gegen die Kelten und ihre Verbündeten erlitten. In der bald darauf folgenden entscheidenden Schlacht von Sentinum (heute Sassoferrato) standen die Konsuln einer Koalition aus Etruskern, Samniten und Kelten gegenüber. Decius kämpfte mit dem ihm unterstellten Armeekontingent auf dem linken Flügel gegen die Kelten, doch gerieten seine Soldaten durch die keltischen Streitwagen in Verwirrung. Nach der Überlieferung weihte er sich selbst und seine Feinde in höchster Bedrängnis dem Tod und kämpfte weiter, bis er fiel. Dadurch trug er maßgeblich zum großen Sieg bei, den Fabius schließlich errang und über den bereits der zeitgenössische griechische Historiker Duris von Samos mit Übertreibungen berichtete. In der Schlacht bei Sentinum kam auch der Samnitenführer Gellius Egnatius ums Leben. Durch seinen entscheidenden Sieg brachte Fabius ganz Mittelitalien fest in römische Hand und erlangte bleibenden Ruhm. Für diese Tat durfte er einen Triumph über Samniten, Etrusker und Kelten feiern.
292 v. Chr. soll Fabius Rullianus als Legat seines Sohns Quintus Fabius Maximus Gurges fungiert haben. Dieser habe gegen die Samniten unglücklich gekämpft, woraufhin im Senat über seine Entfernung vom Kommando verhandelt worden sei; doch habe Fabius Rullianus erreicht, dass er seinen Sohn als Legat begleiten durfte und in der Folge habe er maßgeblich zu einem nun von seinem Sohn errungenen großen Sieg beigetragen. Hierbei soll er auch seinen Sohn aus großer Gefahr errettet haben. Die Einzelheiten dieser nur fragmentarisch erhalten gebliebenen Darstellung des Livius sind wohl Details der Biographie des Publius Cornelius Scipio Africanus nachgebildet. Wahrscheinlich sind nicht nur diese Details unhistorisch, sondern überhaupt der Kern der Darstellung, dass nämlich Rullianus seinem Sohn als Legat zur Seite gestanden sei.
Rullianus bekleidete in höherem Alter auch das prestigeträchtige Amt des Princeps senatus. Sein Todesjahr ist unbekannt. Das Volk soll größtenteils für sein Begräbnis aufgekommen sein. Da das Haus der Fabier aber reich war, habe sein Sohn Fabius Gurges auf eigene Kosten einen öffentlichen Leichenschmaus ausrichten und Lebensmittelspenden an die Bürger Roms verteilen lassen. Rullianus’ Urenkel Quintus Fabius Maximus Verrucosus, genannt Cunctator, war der Zauderer des Zweiten Punischen Kriegs.